# 녹색 사하라

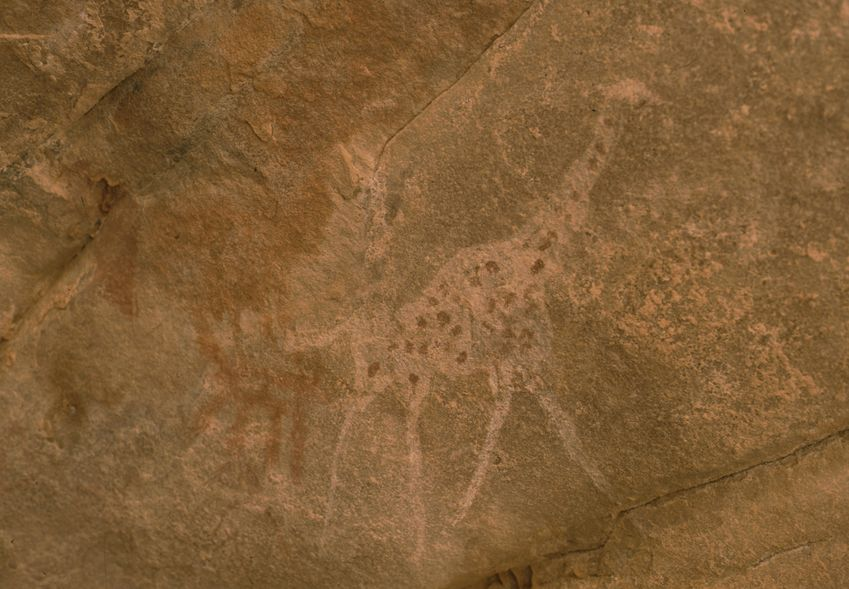
알제리 신석기인들의 동굴벽화. 기린이 그려져 있으며, 이 지역이 과거에는 기린이 살 수 있는 기후였음을 짐작케 한다.

녹색 사하라(Green Sahara)는 지금의 사하라 사막에 해당하는 북아프리카 지역이 습윤하고 살 만했던 시절을 말한다. 홀로세 습윤기(Holocene Wet Phase)라고도 한다. 그 시기는 기원전 7500년경에서 기원전 3500년경이다.
이 시기 사하라에서는 신석기 문화가 기원전 제7천년기부터 시작되어 2천 년 동안 꽃을 피웠다. 그러다 기원전 3900년경의 5.9천년 사건으로 사막화가 가속되어 사하라 사막이 형성(또는 확대)됨에 따라 사하라의 신석기 시대는 끝나고 사하라는 지금의 건조 지대가 되었다.